# Битва при Хаттине
Битва при Хаттине — сражение, произошедшее 4 июля 1187 года между Иерусалимским королевством крестоносцев и силами династии Айюбидов. Крестоносцы были разгромлены мусульманскими армиями под началом Саладина.

## Предыстория
Ещё при жизни Иерусалимского короля Балдуина IV, в связи с тем, что он был смертельно болен проказой, наследником престола стал его семилетний племянник Балдуин V, а регентом — граф Раймунд Триполийский. Граф Триполийский, используя свою власть, заключил с Саладином перемирие на четыре года. Через год юный король неожиданно умер, и наследника престола пришлось выбирать среди двух сестёр Балдуина IV: Сибиллы и Изабеллы.
Ещё до смерти короля, на совете в Акре, иерусалимские бароны дали клятву ещё живущему Балдуину IV, что после его смерти трон только на время достанется регенту и Ги де Лузиньян не станет королём, а вопрос избрания нового правителя, Сибиллы или Изабеллы, будут решать Папа Римский, монархи Священной Римской империи, Англии и Франции.

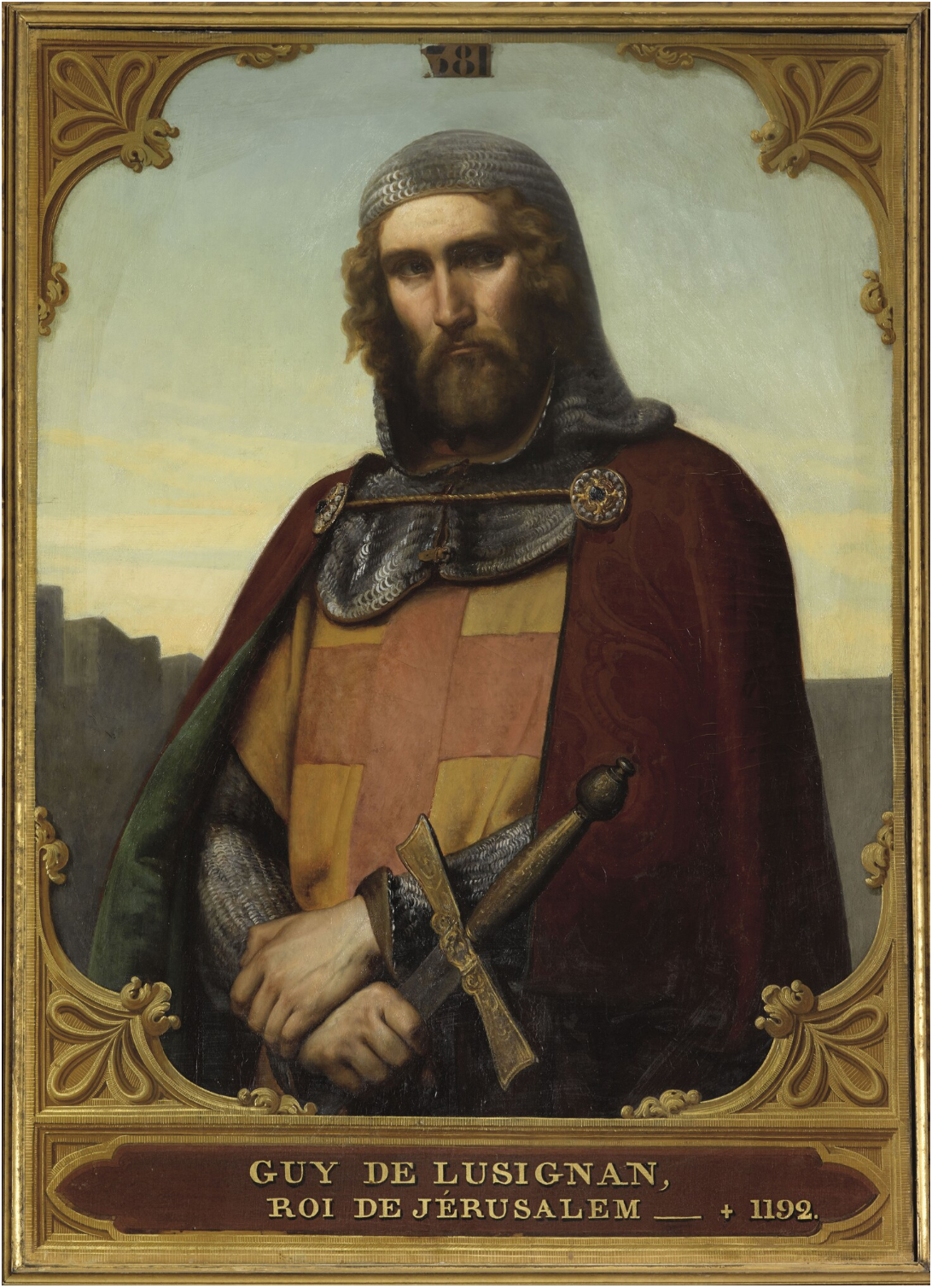
Ги де Лузиньян в представлении Франсуа Эдуара Пико, 1843, Версаль.

В марте 1185 года умер Балдуин IV. Бароны не стали ждать ответа из Европы. Они разделились на две противоборствующие партии: одна партия была за то, чтобы короновали Сибиллу и её мужа Ги де Лузиньяна; в неё входили Великий магистр Ордена Тамплиеров Жерар де Ридфор, патриарх иерусалимский и другие. Вторая партия была за то, чтобы короновали Изабеллу и её мужа Онфруа IV, и в неё входили Балиан д’Ибелин, граф Раймунд Триполийский. В итоге 20 июля 1186 года в Иерусалиме короновали Сибиллу и Ги де Лузиньяна.
В 1187 году в Акре на совете баронов Святой Земли обсуждался новый крестовый поход. Во время этого собрания поступило донесение о том, что Саладин осадил город Тивериаду, оплот графа Раймонда. Из-за стен осаждённой крепости прибыл гонец от графини Эшивы Триполитанской, чьё послание взывало о помощи. Сам граф знал, что султан Салах-ад-Дин неукоснительно чтит сарацинский кодекс чести, а потому не тронет высокорожденную даму. Но великий султан вынашивал хитрый замысел выманить франков, подбить их на поспешную, плохо обдуманную спасательную операцию — о большем Салах-ад-Дин и мечтать не мог. Наверное, именно поэтому гонец без помех домчался до короля Ги де Лузиньяна и совета баронов. На следующую ночь, под нажимом гроссмейстера Ордена Тамплиеров Жерара де Ридфора, король принял решение пойти на помощь городу. Армия выступила на следующее утро.

## Сражение

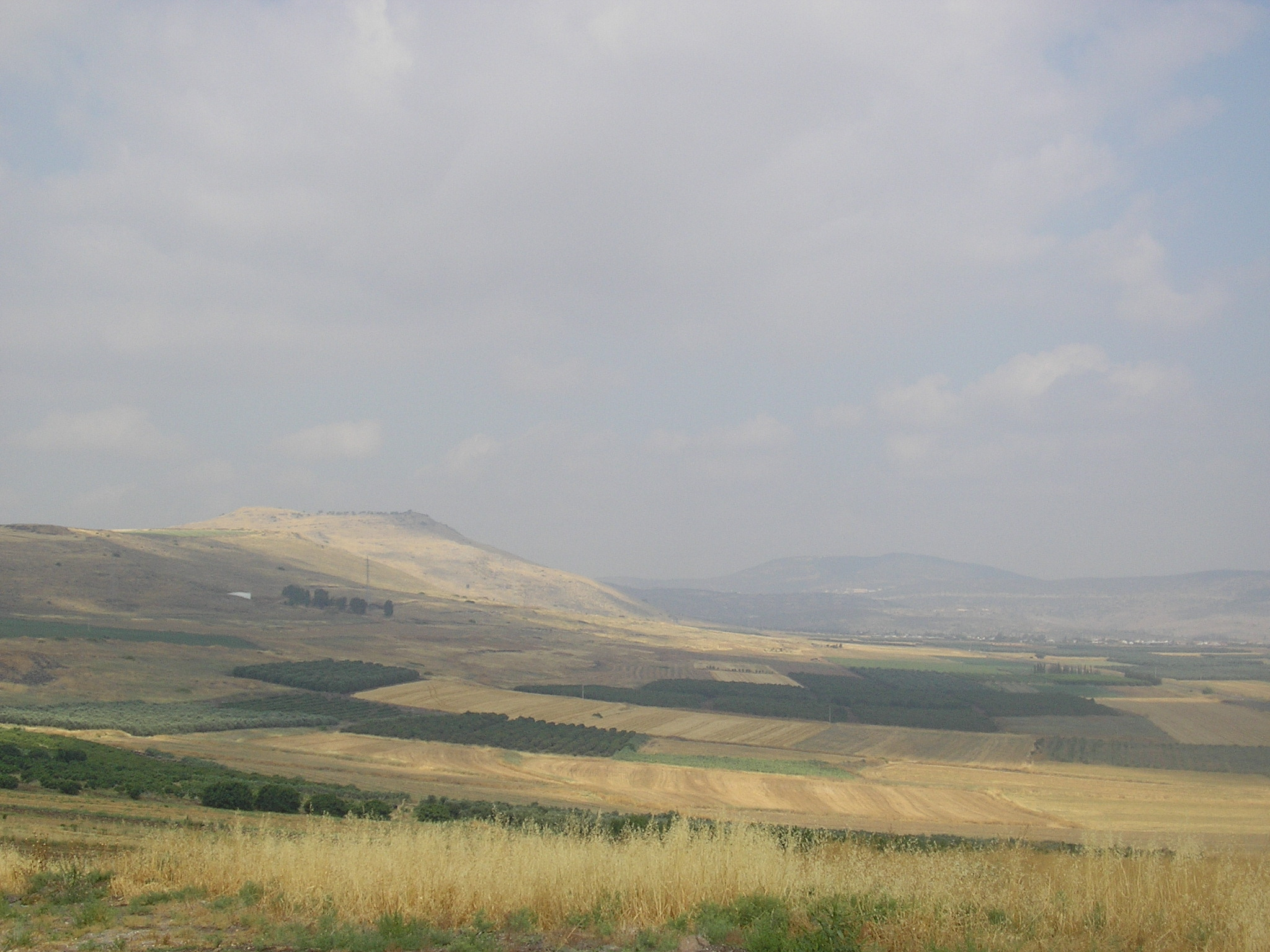
Рога Хаттина. Вид с восточной стороны, 2005

Король Иерусалимского королевства Ги де Лузиньян со своим войском выступил против мусульман утром в пятницу, 3 июля 1187 года, продвигаясь от Сеффурийских источников к Тивериадскому озеру. Расстояние было небольшим — двадцать километров, но караван десятитысячной (по другим данным, в армии было чуть более двадцати тысяч человек) армии растянулся на несколько километров.
Знойный и засушливый июль Палестины делал своё дело, и войска крестоносцев, с трудом продвигаясь по выжженной местности под палящим солнцем, не успели дойти до воды к закату.
Поворачивать назад, к источникам, было слишком поздно и по совету графа Раймунда Триполийского они остановились на отдых в местности, называемой Рога Хаттина. Едва они разбили походные шатры, как Саладин приказал своим войскам поджечь сухой кустарник, растущий в изобилии на склонах гор. Едкий дым застилал небо, затрудняя дыхание, и страдания измученных долгим переходом и солнечным зноем войск короля усугубились жаром пламени, горевшим вокруг лагеря. В довершение этого султан скомандовал разместить возле лагеря кувшины, заполненные водой из Тивериадского озера, опустошая их на глазах измученных жаждой крестоносцев, а затем обстрелять лагерь из луков и арбалетов.
На военном совете, собранном королём Ги, было принято решение немедленно атаковать войска Саладина, и брат Ги де Лузиньяна — Амори — стал организовывать эскадроны для нападения.
Раймунд Триполийский возглавлял дополнительные войска, и по прибытии к лагерю стал со своим отрядом в авангарде. Согласно бывшей в те времена традиции, граф Триполийский, как сеньор Тивериадских земель, на которых происходила битва, принял на себя командование войсками, возглавляя первую дивизию. Балиан д’Ибелин и Жослен Эдесский со своими рыцарями прикрывали тылы, создав арьергард.

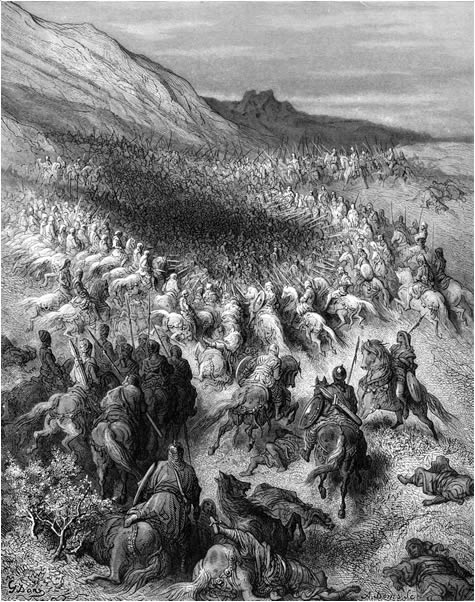
Гюстав Доре. Битва при Хаттине

Однако, как только дивизии были выведены на позиции и построены в боевом порядке, шесть рыцарей из войска графа Триполийского по имени Балдуин де Фортью, Раймонд Бак, и Лаодиций де Тибериас с тремя своим товарищами, «охваченные дьявольским духом», сбежали к Саладину и, внезапно перейдя к сарацинам, донесли им обо всех особенностях текущего положения, намерениях и ресурсах христиан, призывая султана напасть на крестоносцев быстро и неожиданно первым, дабы получить победу. Услышав эти слова, Саладин приказал своим войскам выстроиться в боевой порядок и двинуться вперёд на рыцарей.
Пехота королевского войска, увидев наступление сарацин, поднялась на вершину горы и отказалась сражаться, несмотря на команду короля, мольбы епископов и требования баронов.
Раймунд Триполийский со своей дивизией выступил навстречу эскадрону мусульман, но те, разделившись, создали сквозной проход, позволивший отряду рыцарей углубиться, а затем сомкнули свои ряды, окружив крестоносцев плотным кольцом. Спастись удалось всего десяти-двенадцати рыцарям, в том числе самому графу Триполийскому и его четверым пасынкам. Из окружения вырвались также Балиан д’Ибелин и Жослен Эдесский (по другим данным в битве не участвовал, находился в Акре).
В субботу, 4 июля 1187 года «разверзлись облака смерти и померк свет в этот день скорби, страдания, горя и разрушений». В битве, длившейся семь часов, погибло около 17000 крестоносцев, а король Ги Лузиньян, его брат Амори (коннетабль королевства), магистр тамплиеров Жерар де Ридфор, Рено де Шатильон, Онфруа Торонский и многие другие попали в плен. В этой битве также был потерян Святой Животворящий Крест Господень.

## Результаты
Поражение при Хаттине обескровило ордены тамплиеров и госпитальеров, которые были главными силами, сдерживающими продвижение сарацин под предводительством Саладина. Балиан д’Ибелин, которому удалось спастись от плена, быстро возвратился в Иерусалим и собрал войска для его обороны. В сентябре 1187 года Саладин подступил к Иерусалиму. Горожане думали сопротивляться, поэтому отвечали уклончиво на предложение Саладина сдать город под условием дарования осаждённым свободы. Но когда началась тесная осада города, христиане, перед лицом превосходящей их числом армии сарацин, увидели всю невозможность сопротивления и обратились к Саладину с мирными переговорами. Саладин согласился за выкуп даровать им свободу и жизнь, причём мужчины платили по 10 золотых монет, женщины — по 5, дети — по 2, после чего все они покинули город, при этом сохранив своё имущество (что смогли взять) и оружие. 2 октября 1187 года войска Саладина вошли в Иерусалим. В дальнейшем город на некоторое время снова оказался в руках христиан, но фактически победа Саладина при Хаттине положила начало постепенного изгнания христиан из Святой земли на несколько столетий.

## В массовой культуре
- Битва при Хаттине и осада Иерусалима изображены (не достоверно) в историко-приключенческом фильме «Царство небесное».
- Также битва при Хаттине и осада Иерусалима изображены в египетском фильме «Победитель Салладин» по роману Нагиба Махфуза.
- Также битва при Хаттине и осада Иерусалима показаны в компьютерной стратегии в реальном времени «Stronghold Crusader».
- Также битва при Хаттине и осада Иерусалима показаны в компьютерной стратегии в реальном времени «Medieval: Total War».